# Léo Itaperuna
Léo Itaperuna (* 12. April 1989 in Itaperuna; eigentlich Leonardo de Oliveira Clemente) ist ein brasilianischer Fußballspieler. Sein Spitzname Itaperuna weist auf die Gemeinde Itaperuna nordöstlich der brasilianischen Metropole Rio de Janeiro hin.

## Karriere

### Fluminense
Er begann im Jahr 2006 seine Karriere mit 17 Jahren bei seinem Heimatklub Fluminense Rio de Janeiro in der B-Mannschaft in der Série B in Brasilien.
2007 wurde er in die A-Mannschaft in der Série A aufgenommen. Sein Debüt in der Série A hatte er am 16. August 2007. Das Team verlor gegen den Stadtrivalen Flamengo das Derby (Fla-Flu) 0:1. Sein erstes Tor in der Série A schoss er am 30. Oktober 2007 beim 2:0 gegen den Figueirense FC. 2008 wechselte er nach dem Paulista FC zum América FC.

### Duque de Caxias FC
2010 wechselte er in die Série B zu Duque de Caxias Futebol Clube, um noch mehr Spielpraxis zu bekommen.

### Leihphase
Nach der Rückkehr zu Fluminense wurde er in der Saison 2011 von Associação Desportiva und vom FC Anápolis ausgeliehen.

### Arapongas Esporte Clube
Im Januar 2012 wechselte er ablösefrei zum Arapongas Esporte Clube.

### FC Sion
2012 wechselte er im Juli in die Raiffeisen Super League in die Schweiz zum FC Sion. Sein Debüt in der Raiffeisen Super League hatte er am 15. Juli 2012. Das Team gewann 2:0 gegen die Grasshoppers. Er schoss beide Treffer. Er führte seither die Torschützenliste der Raiffeisen Superleague an bis zum 8. August und am 22. September schoss er 2 Tore zum Sieg gegen den FC Thun. Im Januar 2015 wechselte er für eine unbekannte Summe zum koreanischen Verein Suwon Samsung Bluewings.